# Nico and the Navigators
Nico and the Navigators ist ein freies Berliner Musiktheater-Ensemble, das 1998 von der Regisseurin Nicola Hümpel und dem Bühnen- und Medienkünstler Oliver Proske am Bauhaus Dessau gegründet wurde. Mit seiner bildstarken, genreübergreifenden Handschrift – einer Verbindung aus Schauspiel, Tanz, Gesang und digitalen Medien – zählt es heute zu den profiliertesten Musiktheatergruppen Europas.

## Geschichte
Nach seiner Gründung arbeitete das Ensemble von 1999 bis 2006 als „Artist in Residence“ an den Berliner Sophiensaelen und entwickelte dort den Inszenierungszyklus „Menschenbilder“. Bereits mit der Produktion „Eggs on Earth“ (2000), die für das Berliner Theatertreffen und den Friedrich-Luft-Preis nominiert wurde, gelang der internationale Durchbruch. Seit der Eröffnung der Spielstätte Radialsystem V 2006 ist die Kompanie hier beheimatet; Berliner Kooperationen entstanden außerdem unter anderem mit der Deutschen Oper Berlin (2012), dem Konzerthaus Berlin (2017, 2019) und der Berliner Philharmonie (2020), weitere Berliner Spielorte sind unter anderem die St. Elisabeth-Kirche, das Dock 11 oder die Villa Elisabeth.
Das Ensemble ist für interdisziplinäre Musiktheater-Inszenierungen zwischen Schauspiel, Tanz, Gesang, Bildender Kunst sowie partiell KI-gesteuerter Video-Technologie und Augmented-Reality bekannt. Dabei setzt sich die Truppe aus einem Pool internationaler Künstler und Künstlerinnen aus diesen Bereichen zusammen.
Seit 2006 realisiert es bildmächtige Produktionen zu Werken unter anderem von John Adams, Johann Sebastian Bach, Ludwig van Beethoven, Philippe Boesmans, Georg Friedrich Händel, Leoš Janáček, György Kurtág, György Ligeti, Gustav Mahler, Giacomo Puccini, Gioachino Rossini, Fausto Romitelli, Franz Schubert und Heinrich Schütz.
Die Regisseurin Nicola Hümpel und der Bühnenbildner Oliver Proske wurden für ihre Arbeit mit Nico and the Navigators mehrfach ausgezeichnet, unter anderem mit dem George-Tabori-Preis (2011) und dem Konrad-Wolf-Preis der Akademie der Künste Berlin (2016). Ihre Stuttgarter Operninszenierung und Ensemble Koproduktion „Reigen“ (2016) wurde in der Fachpresse als wesentlicher Beitrag zur Wahl der Staatsoper Stuttgart zum „Opernhaus des Jahres“ gewürdigt. Die TV-Aufzeichnung von „Force & Freedom“ (2021, in Zusammenarbeit mit dem Kuss Quartett, EuroArts und ZDF/Arte) wurde für den Musikpreis Opus Klassik nominiert.
Seit 2023 wendet sich das Ensemble auch verstärkt dem Politischen Theater zu. Den Auftakt bildete die politischen Farce „Ein Volksbürger“ (2024), basierend auf einem Text des Verfassungsrechtlers Maximilian Steinbeis und Recherchen des Verfassungsblogs.
Mit Ein Volksbürger öffnete der Verein der Hauptstadtjournalisten erstmals seit seiner Gründung im Jahr 1950 das Haus der Bundespressekonferenz für eine künstlerische Intervention. Die Aufzeichnung der Inszenierung wurde auf YouTube sowie in der ZDF/Arte-Mediathek veröffentlicht, in sechs Sprachen übertitelt und verzeichnete bis 2025 mehr als 240 000 Aufrufe; das Stück wurde zudem für das Berliner Theatertreffen nominiert. Die Produktion The Whole Truth about Lies (2024), die Populismus und Künstliche Intelligenz thematisiert, gastierte 2025 in der Shanghai Concert Hall.

## Gastspiele und Festivals
Auftritte führten das Ensemble an zahlreiche Bühnen und Festivals im In- und Ausland, unter anderem: Berliner Philharmonie, Bregenzer Festspiele, Deutsche Oper Berlin, Dom Musiki Moskau, Elbphilharmonie Hamburg, Grand Théâtre de Luxembourg, Händel-Festspiele Halle, Kammerspiele München, Kampnagel, Konzerthaus Berlin, Kunstfest Weimar, Opéra-Comique Paris, Opéra de Rouen, Palais des Beaux-Arts Brüssel, Residenztheater München, Münchener Biennale, Schwetzinger SWR Festspiele, Shanghai Concert Hall, Staatsoper Hannover, Staatsoper Stuttgart, UIMT Festival Korea, Wiener Festwochen.

## Technik und Innovation
Seit 2019 entwickelt Oliver Proske gemeinsam mit Wissenschaftlerinnen und Programmierern für das Ensemble neue innovative Bühnentechnologien mit Fokus auf Kameratracking, Augmented Reality und Künstlicher Intelligenz. Diese wurden regelmäßig in Laboren gemeinsam mit dem Ensemble getestet und weiterentwickelt. In Kooperation mit der HTW Berlin entstand ein KI-gestütztes Kameratracking-System, das flexible, automatisierte Nahaufnahmen auf der Bühne ermöglicht und neue künstlerische Ausdrucksformen in Echtzeit erschließt.

## Pädagogische Arbeit
Die Kompanie intensivierte ihre Vermittlungsarbeit ab 2023 mit dem Projekt Lost in Loops am Konzerthaus Berlin und baute sie 2024 mit Ein Volksbürger in Zusammenarbeit mit der Bundeszentrale für politische Bildung verstärkt aus. Es entstand Lehrmaterial zum Thema Demokratievermittlung, das bis heute an diversen Bildungseinrichtungen sowie im Schulunterricht eingesetzt wird.
Die Ensemble-Methode der „angeleiteten Improvisation“ unterrichtet die Regisseurin Nicola Hümpel an verschiedenen Institutionen im In- und Ausland, darunter seit 2008 an der Otto-Falckenberg-Schule in München, an der Bayerischen Theaterakademie August Everding sowie an der Queen Elisabeth Music Chapel in Waterloo. Darüber hinaus wird sie regelmäßig als Jurymitglied in verschiedene Gremien berufen, etwa für die Studienstiftung des deutschen Volkes im Bereich Regie Musiktheater. Auch Oliver Proske leitet vielfältige Seminare und Workshops – mit Schwerpunkt auf Bühnenbild und Digitalität – an zahlreichen Bildungs- und Kulturinstitutionen, zuletzt am Münchner Residenztheater. Von 2015 bis 2021 war er Vorstandsmitglied im Bund der Szenografen e.V.

## Förderung
Seit 2007 erhält das Ensemble Strukturförderung des Landes Berlin; 2024 wurde diese in eine institutionelle Basisförderung überführt.

## Auszeichnungen und Nominierungen
- 2000 Berliner Theatertreffen (Nominierung) und Friedrich-Luft-Preis (Nominierung) für Eggs on Earth
- 2004 Berliner Theatertreffen (Nominierung) für Kain, Wenn & Aber
- 2005 Bestes ausländisches Gastspiel (italienisches Theaterjahrbuch „Patalogo“) für Der Familienrat
- 2007 Berliner Theatertreffen (Nominierung) für Wo Du nicht bist
- 2011 George-Tabori-Preis
- 2016 Konrad-Wolf-Preis
- 2021 Opus Klassik (Nominierung) für Force & Freedom
- 2022 AureaAward (Nominierung) für die AR-Loopmachine
- 2025 Berliner Theatertreffen (Nominierung) Ein Volksbürger

## Inszenierungen (Auswahl)
- 1998 Ich war auch schon einmal in Amerika
- 1999 Lucky Days, Fremder!
- 2000 Eggs on Earth
- 2001 Lilli in Putgarden
- 2002 Der Familienrat
- 2003 Kain, Wenn & Aber
- 2004 HELden & KleinMUT
- 2006 Wo Du nicht bist
- 2007 Niels Arms and Songs
- 2008 Obwohl ich dich kenne
- 2009 Anæsthesia; Ombra & Luce
- 2010 Orlando
- 2011 Cantatatanz; Petite messe solennelle
- 2012 Angels’ Share; Mahlermania
- 2013 Shakespeare’s Sonnets – Hate me when thou wilt
- 2014 Die Befristeten
- 2015 Die Stunde da wir zu viel voneinander wussten
- 2016 Reigen
- 2017 Silent Songs into the Wild; Im Gegensatz zu dir
- 2018 Muss es sein? Ja, es muss sein!; Die Zukunft von gestern
- 2019 Niemand stirbt in der Mitte seines Lebens; Verrat der Bilder
- 2020 Der Barbier von Sevilla; FAITH TO FACE – Puccinis Suor Angelica; Force & Freedom; JETZT – Muss es sein? Es muss sein!
- 2021 Empathy for the Devil
- 2022 Du musst Dein Leben rendern!; Fleisch und Geist
- 2023 Lost in Loops; Wasted Land
- 2024 Ein Volksbürger; POST.KAFKA; The whole Truth about Lies
- 2025 Quartett zum Quadrat

## Digitale Formate (Auswahl)
- 2020 Muss es sein? Es muss sein! Ein Krisentagebuch[7]
- 2021 Videoreihe PRESENT (sechs Folgen)[8] und Streaming-Version von Force & Freedom[9]
- 2023 Lost in Loops – Vermittlungsprojekt mit der SchuleEins Pankow[10]
- 2024 Endlichkeit der Pixel – AR-Ausstellung am Internationalen Theaterinstitut[11]

## Projekte an der Otto-Falckenberg-Schule (Kooperation)
- 2008 Heavenly Poison
- 2009 Bionade & Börsencrash
- 2010 Medienikonen & Testsieger
- 2013 OFS-Oderbruch
- 2018 Heaven in Pity

Projekte an der Theaterakademie August Everding (Kooperation)
- 2015 Silent Songs Werkstatt